# Mindermeinung
Eine Mindermeinung (selten auch Minderheitsposition) ist innerhalb einer akademischen Disziplin eine in einem Diskurs oder zu einer konkreten Streitfrage vertretene Meinung, die nicht der vorwiegend eingenommenen Position entspricht.

## Begriff und Abgrenzung
Der Begriff Mindermeinung wird in der Rechtswissenschaft bedeutsam, wenn es zu einer Fragestellung mehrere, sich widersprechende Lösungsansätze gibt. Er bezeichnet Auffassungen, die lediglich vereinzelt oder von einer geringeren Zahl der mit diesem Problem befassten Juristen vertreten werden (→ Juristische Fachsprache). Er ist insofern der Gegenbegriff zur herrschenden Meinung, wird allerdings häufig erst angewandt, wenn eine Ansicht tatsächlich keine allzu große Bedeutung besitzt. So ist eine Ansicht, die nicht der herrschenden Meinung entspricht, deshalb noch nicht zwingend eine Mindermeinung.
Der Begriff ist insofern unpräzise, als in der Rechtswissenschaft üblicherweise zwischen den Rechtsauffassungen der Rechtsprechung und Literaturmeinungen differenziert wird. Keinesfalls kann etwa die Ansicht des zuständigen obersten Bundesgerichts (etwa des Bundesgerichtshofs) eine Mindermeinung sein, selbst wenn diese Ansicht außerhalb der Rechtsprechung auf einhelligen Widerstand trifft.
Die Bezeichnung Mindermeinung wird vor allem von Vertretern einer solchen kritisiert, da sie nahelegt, dass diese weniger wert sei. Sie sprechen sich stattdessen für das Wort Minderheitsmeinung aus.
Die Mindermeinung wird üblicherweise knapp durch MM oder M.M. abgekürzt.

## Begriff: Andere Auffassung
Daneben gibt es die andere Auffassung oder andere Ansicht (kurz AA oder a. A.), die besagt, dass zu einem juristischen Problem unterschiedliche Auffassungen existieren. Eine solche andere Auffassung ist gerade auch darin zu beurteilen, wer diese bestimmte Ansicht vertritt und ob sie im Hinblick dessen überhaupt praktisch bedeutsam sein kann. So ist etwa die Meinung eines Juraprofessors anders zu werten als die (überwiegende) Rechtsprechung der höchsten Instanzen eines Gerichtszweiges.